# Armavir (film)
Armavir (Армавир) è un film del 1991 diretto da Vadim Jusupovič Abdrašitov.

## Trama
Una nave passeggeri, l'Armavir, fa naufragio vicino alla costa. I superstiti cadono in uno stato di amnesia collettiva. Due uomini cercano Marina, una ragazza che era sulla nave: il padre, che lei non conosce, e suo marito, che lei non ama più.